# Pedro Mico
Pedro Mico é um filme brasileiro de 1985, do gênero drama, dirigido por Ipojuca Pontes. O roteiro é baseado na peça teatral homônima de Antonio Callado.
Milton Gonçalves dubla Pelé, que interpreta o papel principal.

## Sinopse
Conta a história de um malandro carioca que rouba jóias e foge, enganando sua quadrilha, que passa a perseguí-lo nos morros, o mesmo fazendo a polícia.

## Elenco[1]
- Pelé (dublado por Milton Gonçalves) .... Pedro Mico
- Tereza Rachel ...Aparecida
- Jorge Dória ....Portela
- Ivan Cândido ....Cartola
- Jorge Cherques ....Dr. Goldman
- Lutero Luiz ....Paraíba-Cipó
- Íris Nascimento....Melize
- Julciléa Telles ....Esmeralda
- Felipe Wagner ....Torquato
- Átila Iório ....Guariba
- Yolanda Cardoso ....Dona Bilu

## Principais prêmios e indicações
Festival de Brasília 1985
- Venceu na categoria de melhor atriz coadjuvante (Íris Nascimento).